# Championnat de France de Scrabble par paires
Les Internationaux de France de Scrabble duplicate par paires sont disputés pendant le festival de Vichy de Scrabble francophone depuis 1989 (à l'exception de 2005 où ils eurent lieu avec le Championnat de France de Scrabble duplicate individuel à Martigues).
Ce tournoi est ouvert aux joueurs étrangers licenciés à une fédération membre de la Fédération internationale de Scrabble francophone, qui ne peuvent toutefois prétendre à un titre de Champion de France. En 1999 et en 2002, les Internationaux ont été remportés par les Sénégalais N'Dongo Samba Sylla et Arona Gaye (les mêmes ont terminé troisièmes en 1998 et 2006) et le titre de Champions de France par paires est revenu à la paire arrivée deuxième.
| Année | Dates             | Lieu      | Podium | Paires  |
| ----- | ----------------- | --------- | --- | ------- |
| 1976  | 7 juin            | Vichy     | 1. Jean-Michel Jouannet / Michel Pialat 2. Michel Charlemagne / Françoise Lumbroso 3. Jean-Pierre Brulé / Yvonne Brulé                                           | 29      |
| 1977  | 30 mai            | Vichy     | 1. Michel Charlemagne / Françoise Lumbroso 2. Jean-Marc Bellot / Commandant Maupin 3. J. Delaud / A.-M. Prost                                                    | 69      |
| 1978  | 15 mai            | Vichy     | 1. Jean-Pierre Brulé / Yvonne Brulé 2. Jean-Marc Bellot / Claude Del 3. Jean-Michel Jouannet / Michel Pialat                                                     | 51      |
| 1979  | 13-14 octobre     | Nice      | 1. Vincent Labbé / Serge Kourotchkine 2. Charles Colonna / Michel Bohé 3. Rolland Nino / Robert Laïk                                                             | ?       |
| 1980  | 11-12 octobre     | Tours     | 1. Vincent Labbé / Serge Kourotchkine 2. Charles Colonna / Michel Bohé 3. Hervé Mollard / Thierry Dellac                                                         | env. 50 |
| 1981  | 23-24 mai         | Paris     | 1. Michel Duguet / Benjamin Hannuna 2. Claude Del / Hervé Mollard 3. Serge Kourotchkine / Vincent Labbé                                                          | ?       |
| 1982  | 8-9 mai           | Bordeaux  | 1. Michel Lahmi / Alain Viseux 2. Franck Delol / Franck Pluven 3. Serge Kourotchkine / Vincent Labbé                                                             | 53      |
| 1983  | 11-12 juin        | Niort     | 1. Benjamin Hannuna / Marc Esquerré 2. Hervé Omé / Jean Racary 3. Thierry Dellac / Michel Duguet                                                                 | 49      |
| 1984  | 30 mai - 1er juin | Marseille | 1. Daniel Durand / Michel Pialat 2. Paul Levart / Michel Raineri 3. Thierry Dellac / Michel Duguet                                                               | 134     |
| 1985  | 16-19 mai         | Vichy     | 1. Franck Delol / Franck Pluven 2. Bruno Bloch / Serge Kourotchkine 3. Paul Levart / Michel Raineri                                                              | 140     |
| 1986  | 8-11 mai          | Vichy     | 1. Claude Del / Philippe Lorenzo 2. Hervé Chevallon / Bruno Pouyanne 3. Alain Duguet / Hervé Omé et Richard Mangin / Régis Marczak                               | ?       |
| 1987  | 28-31 mai         | Vichy     | 1. Michel Duguet / Paul Levart 2. Philippe Bellosta / Bruno Bloch 3. Jean-François Deron / Bruno Pouyanne                                                        | 162     |
| 1988  | 12-15 mai         | Vichy     | 1. Jean-François Deron / Bruno Pouyanne 2. Yves Cauchard / Vincent Leclère 3. Michel Duguet / Paul Levart                                                        | 185     |
| 1989  | 4-7 mai           | Vichy     | 1. Paul Levart / Franck Pluven 2. Michel Boiné / Emmanuel Rivalan 3. Daniel Durand / Jean-Louis Pallavicini                                                      | 226     |
| 1990  | 24-27 mai         | Vichy     | 1. Philippe Bellosta / Edouard Huberdeau 2. Paul Levart / Franck Pluven 3. Bernard Caro / Vincent Labbé                                                          | 241     |
| 1991  | 9-12 mai          | Vichy     | 1. Jean-François Lachaud / Jérôme Mourot 2. Bruno Bloch / Jean-Philippe Viseux 3. Franck Maniquant / Philippe Lorenzo                                            | 278     |
| 1992  | 28-31 mai         | Vichy     | 1. Jean-François Lachaud / Jérôme Mourot 2. Claude Del / Daniel Durand 3. Gérard Boccon / Régis Marczak                                                          | 250     |
| 1993  | 20-23 mai         | Vichy     | 1. Vincent Derval / Franck Maniquant 2. Alain Dega / Bruno Pouyanne 3. Claude Del / Aurélien Kermarrec                                                           | 247     |
| 1994  | 12-15 mai         | Vichy     | 1. Florian Lévy / Marc Treiber 2. Bruno Bloch / Serge Kourotchkine 3. Aurélien Kermarrec / Jean-François Lachaud                                                 | 319     |
| 1995  | 25-28 mai         | Vichy     | 1. Florian Lévy / Marc Treiber 2. Vincent Derval / Didier Roques 3. Eric Imbert / Eric Parpal                                                                    | 297     |
| 1996  | 16-19 mai         | Vichy     | 1. Aurélien Kermarrec / Jean-François Lachaud 2. Claude Del / Philippe Lorenzo 3. Anthony Clémenceau / Aurélien Delaruelle et Nicolas Grellet / Franck Maniquant | 365     |
| 1997  | 8-11 mai          | Vichy     | 1. Aurélien Kermarrec / Jean-François Lachaud 2. Anthony Clemenceau / Aurélien Delaruelle 3. Eric Pasquinet / Emmanuel Rivalan                                   | 409     |
| 1998  | 21-24 mai         | Vichy     | 1. Aurélien Kermarrec / Jean-François Lachaud 2. Franck Maniquant / Emmanuel Rivalan 3. Thierry Chincholle / Nicolas Grellet                                     | 434     |
| 1999  | 13-15 mai         | Vichy     | 1. Florian Lévy / Marc Treiber 2. Nicolas Grellet / Franck Maniquant 3. Thierry Chincholle / Jean-François Lachaud                                               | 387     |
| 2000  | 1-3 juin          | Vichy     | 1. Nicolas Grellet / Franck Maniquant 2. Fabrice Bouvier / Fabien Fontas 3. Florian Lévy / Marc Treiber                                                          | 464     |
| 2001  | 24-26 mai         | Vichy     | 1. Thierry Chincholle / Anthony Clémenceau 2. Luc Maurin / Olivier Sorel 3. Jean-François Himber / Francis Leroy                                                 | 514     |
| 2002  | 9-11 mai          | Vichy     | 1. Thierry Chincholle / Anthony Clémenceau 2. Pascal Fritsch / Francis Leroy 3. Patrice Boulou / Christophe Leguay                                               | 593     |
| 2003  | 29-31 mai         | Vichy     | 1. Fabien Douté / Antonin Michel 2. Christophe Leguay / Marc Treiber 3. Joan Controu / Eric Parpal                                                               | 545     |
| 2004  | 20-22 mai         | Vichy     | 1. Fabien Douté / Antonin Michel 2. Christophe Leguay / Franck Maniquant 3. Gérard Bailly / Eugénie Michel                                                       | 588     |
| 2005  | 25-26 mars        | Martigues | 1. Joan Controu / Eric Parpal 2. Fabien Fontas / Alexander Guilbert et Florian Lévy / Thierry Oldak                                                              | 191     |
| 2006  | 25-26 mai         | Vichy     | 1. Olivier Bernardin / Antonin Michel 2. Thierry Chincholle / Florian Lévy 3. Emmanuel Rivalan / Denis Malabou                                                   | 482     |
| 2007  | 18 mai            | Vichy     | 1. Thierry Chincholle / Antonin Michel 2. Francis Leroy / Pascal Fritsch 3. Étienne Budry / Eugénie Michel                                                       | 423     |
| 2008  | 2 mai             | Vichy     | 1. Étienne Budry / Eugénie Michel 2. Thierry Chincholle / Antonin Michel 3. Fabien Fontas / Didier Roques                                                        | 434     |
| 2009  | 22 mai            | Vichy     | 1. Anthony Clémenceau / Guy Delore 2. Étienne Budry / Eugénie Michel 3. Fabien Fontas / Jacques Lachkar (4èmes)                                                  | 414     |
| 2010  | 22 mai            | Vichy     | 1. Thierry Chincholle / Antonin Michel 2. Christèle Treiber / Marc Treiber 3. Fabien Fontas / Dominique Le Fur                                                   | 404     |
| 2011  | 3 juin            | Vichy     | 1. Luc Maurin / Eugénie Michel 2. Thierry Chincholle / Antonin Michel 3. Marc Bruyère / Franck Maniquant                                                         | 374     |
| 2012  | 18 mai            | Vichy     | 1. Thierry Chincholle / Antonin Michel 2. Luc Maurin / Eugénie Michel (4èmes) 3. Christian Martin / Mactar Sylla (6èmes)                                         | 389     |
| 2013  | 10 mai            | Vichy     | 1. Thierry Chincholle / Antonin Michel 2. Étienne Budry / Luc Maurin 3. Marc Bruyère / Alexander Guilbert (5èmes)                                                | 364     |
| 2014  | 29 mai            | Vichy     | 1. Thierry Chincholle / Antonin Michel 2. Luc Maurin / Eugénie Michel (3èmes) 3. Marc Bruyère / Franck Maniquant (4èmes)                                         | 424     |
| 2015  | 15 mai            | Vichy     | 1. Franck Maniquant / Gaëtan Jean-François 2. Luc Maurin / Eugénie Michel (3èmes) 3. Marc Bruyère / Samson Tessier (5èmes)                                       | 363     |
| 2016  | 5 mai             | Vichy     | 1. Thierry Chincholle / Antonin Michel 2. Romain Santi / Simon Valentin 3. Aurélien Delaruelle / Emmanuel Rivalan                                                | 406     |
| 2017  | 26 mai            | Vichy     | 1. Fabien Leroy / Romain Santi 2. Fabien Fontas / Dominique Le Fur 3. Marc Bruyère / Samson Tessier                                                              | 319     |

## Classement par nombre de titres
1. Antonin Michel (9)

2. Thierry Chincholle (7)

3. Jean-François Lachaud (5)

4. Anthony Clemenceau, Aurélien Kermarrec, Florian Lévy, Marc Treiber et Franck Maniquant (3)